# Basareholmen

Basareholmen är en holme utanför Karlskrona i Blekinge län. Holmen är en del av örlogsstaden Karlskrona, som togs upp på Unescos världsarvslista 3 december 1998. Basareholmen som 22 maj 2003 förklarades som byggnadsminne, förvaltas numera av Statens Fastighetsverk.

## Historia
Från slutet av 1700-talet tillverkade försvarsmakten krut och laddade ammunition på holmen, något som tidigare gjorts på Karlskrona örlogsbas. Efter en brand i Karlskrona flyttades tillverkningen av säkerhetsskäl till en anläggning på ön. En ny modernare apteringsverkstad byggdes 1905 som bestod av tio arbetskamrar med tjocka säkerhetsväggar emellan. År 1949 skedde en sprängningsolycka i en av dessa arbetskamrar vid tillverkning av spårljus varvid två personer omkom. Först då blev allmänheten varse om den hemliga verksamheten på holmen som bedrivits i närmare 200 år. Efter andra världskriget trappades verksamheten ned, för att slutligen helt upphöra 1986. År 2011 hade försvarsmakten röjt bort all farlig ammunition.